# Marc Ouellet
Marc Ouellet (La Motte, 8. lipnja 1944.), je kanadski rimokatolički kardinal i umirovljeni prefekt Kongregacije za biskupe.

## Životopis
Ouellet je rođen u malom francuskom gradiću u Kanadi Le Motte. U svibnju 1968. zaređen je za svećenika u vlastitoj župi u Amosu. Dobar dio svećenstva proveo je kao učitelj u Québecu i Rimu te kao rektor nekoliko sjemeništa. Papa Ivan Pavao II. imenovao ga je biskupom u ožujku 2001., a nadbiskup je postao u studenom 2002. u Québecu. Godine 2010. papa Benedikt XVI. imenovao ga je čelnikom Kongregacije za biskupe koja ima pravo veta na imenovanje biskupa, što je dalo mogućnost Ouelletu da oblikuje vodstvo Katoličke Crkve u raznim biskupijama. Njegovo imenovanje na ovaj položaj viđeno je kao vrlo značajno jer se crkva tada nalazila u krizi.
Ouellet je poznat kao konzervativan glede katoličke vjerske doktrine. Za svoje geslo ima Da svi budu jedno (lat. Ut unum sint).